# Henryville (Quebec)
Henryville, antes conocido como Saint-Georges, es un municipio de la provincia de Quebec en Canadá. Es uno de los municipios pertenecientes al municipio regional de condado del Le Haut-Richelieu, en la región de Montérégie-Est en Montérégie.

## Geografía
El territorio de Henryville está ubicado entre Sainte-Anne-de-Sabrevois al norte, Saint-Sébastien al este, Venise-en-Québec al sureste, Saint-Georges-de-Clarenceville al sur, Noyan al suroeste y el río Richelieu al oeste. En ribera opuesta del Richelieu se encuentra Saint-Paul-de-l'Île-aux-Noix. Su superficie total es de 69,28 km² de los cuales 64,62 km² son tierra firme. Henryville está ubicado en la planicie de San Lorenzo cerca el río Richelieu y la bahía Missisquoi. La Rivière du Sud, cuya fuente se encuentra en el pueblo de Henryville, corre hacia el lago Champlain.

## Urbanismo
El ambiente acuático y campestre atrae las actividades de pesca, de caza e al aire libre.

## Historia
A época de Nueva Francia, en 1733 los señoríos de Noyan y de Sabrevois, que cubría en parte en el territorio actual de Henryville, fueron concedidos a Clément-Charles Sabrevois de Bleury. Después el tratado de París, Nueva Francia fue una colonia inglesa. Los primeros pioneros lealistas se establecieron hacia 1784 y la parroquia protestante de St. George of Henryville fue creada en 1794, honrando el rey Jorge III del Reino Unido y san San Jorge. Napier Christie Burton, nuevo señor a partir de 1799, encargó Edme Henry la tarea de desarrollar el territorio. Los Franco-canadienses se instalaron hacia 1815 y la parroquia católica de Saint-Georges-de-Noyan fue fundada en 1835. En 1838, une batalla de la Rebelión de los Patriotas se desenvolvió en Saint-Georges-de-Noyan. El municipio de parroquia de Saint-Georges fue instituido en 1842 y además el municipio de Henryville en 1845. Este municipio fue abolido en 1847 pero fue instituido de nuevo en 1855 sobre el nombre de Saint-Georges. En 1927, el municipio de pueblo fue creado por división del territorio. En 1957, el municipio de parroquia de Saint-Georges cambió su topónimo para el de Henryville. El municipio actual resultó de la fusión en 1999 del antiguo municipio de Henryville y del antiguo municipio de pueblo de Henryville.

## Política
La alcaldesa actual (2014) está Andrée Clouâtre. El consejo municipal es compuesto de seis consejeros sin división territorial.
|            | 2005-2009                                                                                          | 2009-2013 | 2013-2017                                                                                          |
| Alcalde    | Carole Gagné                                                                                       | Serges Lafrance | Andrée Clouâtre                                                                                    |
| Consejeros | Robert Bélanger Léo Choquette Sylvain Clouâtre Richard Dansereau Robert Valiquette Johan Van Hyfte | Nadine Arseneault Danielle Charbonneau-Dubois Andrée Clouâtre Léo Choquette Jean-Claude Ouellette Daniel Thimineur | Danielle Charbonneau Léo Choquette Isabelle Deland Francine Grenon Valérie Lafond Daniel Thimineur |

El municipio está incluso en las circunscripciones electorales de Iberville a nivel provincial y de Brome-Missisquoi a nivel federal.

## Demografía
Según el censo de Canadá de 2011, había 1464 habitantes en este municipio, la densidad de población era de 22,6 hab./km² y la población había decrecido de 4,3% entre 2006 y 2011. Hubo 719 inmuebles particulares de los cuales 608 estaban ocupados por residentes habituales.